# Jamesonia blepharum
Jamesonia blepharum är en kantbräkenväxtart som beskrevs av A. Tryon. Jamesonia blepharum ingår i släktet Jamesonia och familjen Pteridaceae. Inga underarter finns listade.